# 京都市立深草中学校
京都市立深草中学校（きょうとしりつふかくさちゅうがっこう）は、京都府京都市伏見区深草にある公立中学校。六角校舎の存在で知られている。

## 沿革
（沿革節の主要な出典は公式サイト）
- 1947年5月5日 - 京都市立深草中学校開校（京都市立深草小学校の校舎を借用。京都市立竹田小学校に分校を設置
- 1948年
  - 3月 - 通学区域を変更（藤ノ森、竹田、砂川小学校区を藤森一中へ）
  - 11月 - 旧騎兵隊騎兵場を改造して深草中学校の独立校舎として使用開始
- 1950年4月 - 旧騎兵隊将校集会場を買収して改造し、校舎へ転用
- 1957年11月 - 体育館竣工
- 1960年 - 名神高速道路建設に伴い、校舎の解体、移築を実施。5月には六角校舎が竣工

## 通学区域
以下の小学校区を通学区域とする。校区内に京都市立藤森中学校がある。
- 京都市立深草小学校（全域）
- 京都市立稲荷小学校（全域）

## 交通アクセス
- 京阪本線 藤森駅下車

## 通学区域が隣接している学校
- 京都市立栄桜小中学校
- 京都市立藤森中学校
- 京都市立東山泉小中学校
- 京都市立山科中学校
- 京都市立勧修中学校